# Biopolitica
(Michel Foucault, La volontà di sapere, Feltrinelli, 1978)
Il termine biopolitica (composto da bìos "βίος", vita e da polis "πολις", città) ricorre con vari significati nella storia della filosofia e nella politologia. Usato ad esempio in una concezione organicistica negli anni venti da Rudolf Kjellén, oppure da Georges Bataille all'inizio del Novecento, diviene centrale nel dibattito filosofico in seguito all'uso che ne ha fatto Michel Foucault a partire dalla metà degli anni settanta del Novecento.

## Rapporto con la vita come fattore economico
Per Foucault la biopolitica è il terreno in cui agiscono le pratiche con le quali la rete di poteri gestisce le discipline del corpo e le regolazioni delle popolazioni. È un'area d'incontro tra potere e sfera della vita. Un incontro che si realizza pienamente in un'epoca precisa: quella dell'esplosione del capitalismo.
Il biopotere, potere sulla vita, si è sviluppato nei secoli XVII e XVIII in due direzioni principali e complementari: 
- la gestione del corpo umano nella società dell'economia e finanza capitalista, la sua utilizzazione e il suo controllo
- la gestione del corpo umano come specie, base dei processi biologici da controllare per una biopolitica delle popolazioni

Il controllo delle condizioni della vita umana diventa un affare politico.  Si rovescia la vecchia simbologia del potere, legato al sangue e al diritto di morte, in una nuova, in cui il potere garantisce la vita. In questo modo il potere, più di prima, ha accesso al corpo. Ma al contempo il Novecento mostra che nella modernità più che mai nella storia la politica mette in gioco la vita delle persone. Conseguenza dell'irruzione del biopotere è che la legge concede spazio alla norma: la struttura rigida della legge permette di minacciare la morte, ma la norma è più adatta a codificare la vita. Per questo il Liberalismo è il quadro politico che fa da sfondo alla biopolitica. In questo, secondo Foucault, si inserisce l'azione di resistenza al potere: rivendicare la vita, piena, non alienata, la soddisfazione dei bisogni e dei desideri, la salute e la felicità.
Discipline che vanno dalla chimica e biologia alla genetica e alla scienza statistica, saperi quali la demografia, la psichiatria, la sociologia, la criminologia, la sessuologia hanno contribuito a tratteggiare le linee della "normalità" e a fornire alle sfere di potere gli strumenti concettuali per la gestione delle attività biologiche.
Foucault, continuando e approfondendo la riflessione di Georges Canguilhem, individua nell'affermazione del binomio normale-patologico (o deviato) nella scienza medica, nell'imposizione di sistemi di previdenza o assicurazione in sfera economica, nell'avvento di igienismo e eugenetica, le tappe fondamentali attraverso le quali si attua questo passaggio alla biopolitica.
Altri autori, come  Giorgio Agamben e Toni Negri, hanno utilizzato e reinterpretato il concetto di biopolitica, divenuta parola chiave del dibattito sulla filosofia politica degli ultimi anni, con un significato che ha d'altronde relativamente poco a che fare con quello in cui la parola è stata originariamente usata da Foucault, ma con legami stretti con il concetto marxiano di dominio reale tematizzato già nei primi anni settanta da Jacques Camatte e Giorgio Cesarano. Il filosofo Byung-Chul Han sostiene che alla società attuale non è più applicabile il paradigma della biopolitica, bensì quello della “psicopolitica”: il potere non disciplina più i corpi ma plasma le menti, non costringe ma seduce, sicché non incontra resistenza perché ogni individuo ha interiorizzato come propri i bisogni del sistema.